# Luehea seemannii
Luehea seemanii, nombre común guácimo colorado, pertenece a la familia Malvaceae. Se encuentra de forma nativa desde el Sur de México hasta Venezuela.

## Descripción
Puede alcanzar hasta 30 m de altura, su madera es poco valiosa, es un árbol fácil de encontrar, su tronco es irregular. Sus hojas son simples, alternas, con el envés blanco y el haz opaco, sus nervaduras son color café, con tricomas dorados prominentes en el envés. Sus frutos son secos con tricomas en toda la superficie exterior estos tricomas son finos y café estos frutos son tipo cápsula dehiscentes de unos 3 cm de largo y se abren en un extremo al madurar en cinco partes. Las ramas nuevas son leñosas.

## Distribución
Se puede encontrar de forma nativa en los siguientes países: Belice, Colombia, Costa Rica, Guatemala, Honduras, México, Nicaragua, Panamá y Venezuela. Además se ha introducido en Puerto Rico.
Este árbol se puede encontrar en Guanacaste, Pacífico central, zona sur, zona norte, Caribe y Valle central.

## Usos
Las cenizas de la madera son usadas para cocinar maíz. De la corteza del tronco se extraen fibras muy fuertes, que se emplean para hacer amarras. Los brotes jóvenes macerados, segregan un mucílago que se usa como aglutinante de impurezas en el proceso de producción de azúcar y dulce.